# Rezerwat przyrody Dąbrowa Krzymowska
Rezerwat przyrody „Dąbrowa Krzymowska” – rezerwat leśny utworzony 11 kwietnia 1985, w województwie zachodniopomorskim, w powiecie gryfińskim, w gminie Chojna, 4 km na południowy zachód od Krzymowa, 4,5 km na zachód-północny zachód od Stoków i 10,5 km na zachód-południowy zachód od Chojny. Położony jest w Puszczy Piaskowej, na terenie Wzgórz Krzymowskich (najwyższe wzniesienie Zwierzyniec 167 m n.p.m.), w Cedyńskim Parku Krajobrazowym. Obszar rezerwatu leży na osi północny zachód – południowy wschód (długość 1,2 km, szerokość 0,5 km). Zajmuje powierzchnię 34,86 ha (akt powołujący podawał 30,44 ha).
Celem ochrony jest zachowanie naturalnych fragmentów środkowoeuropejskiej kwaśnej dąbrowy trzcinnikowej (Calamagrostio arundinaceae-Quercetum petraeae) z wieloma pomnikowymi okazami dębów bezszypułkowych (Quercus petraea) i sosny zwyczajnej (Pinus silvestris) o rzadko spotykanej formie korowiny, tzw. pręgowatej (krezowatej), odznaczającej się regularnym, poprzecznym spękaniem. Wiek tych drzew szacuje się na od 250 do 400 lat.
Rezerwat jest pod zarządem Nadleśnictwa Chojna. Nadzór sprawuje Regionalny Dyrektor Ochrony Środowiska w Szczecinie.
Według obowiązującego planu ochrony ustanowionego w 2009 roku (z późniejszymi zmianami), obszar rezerwatu objęty jest ochroną czynną.

## Turystyka

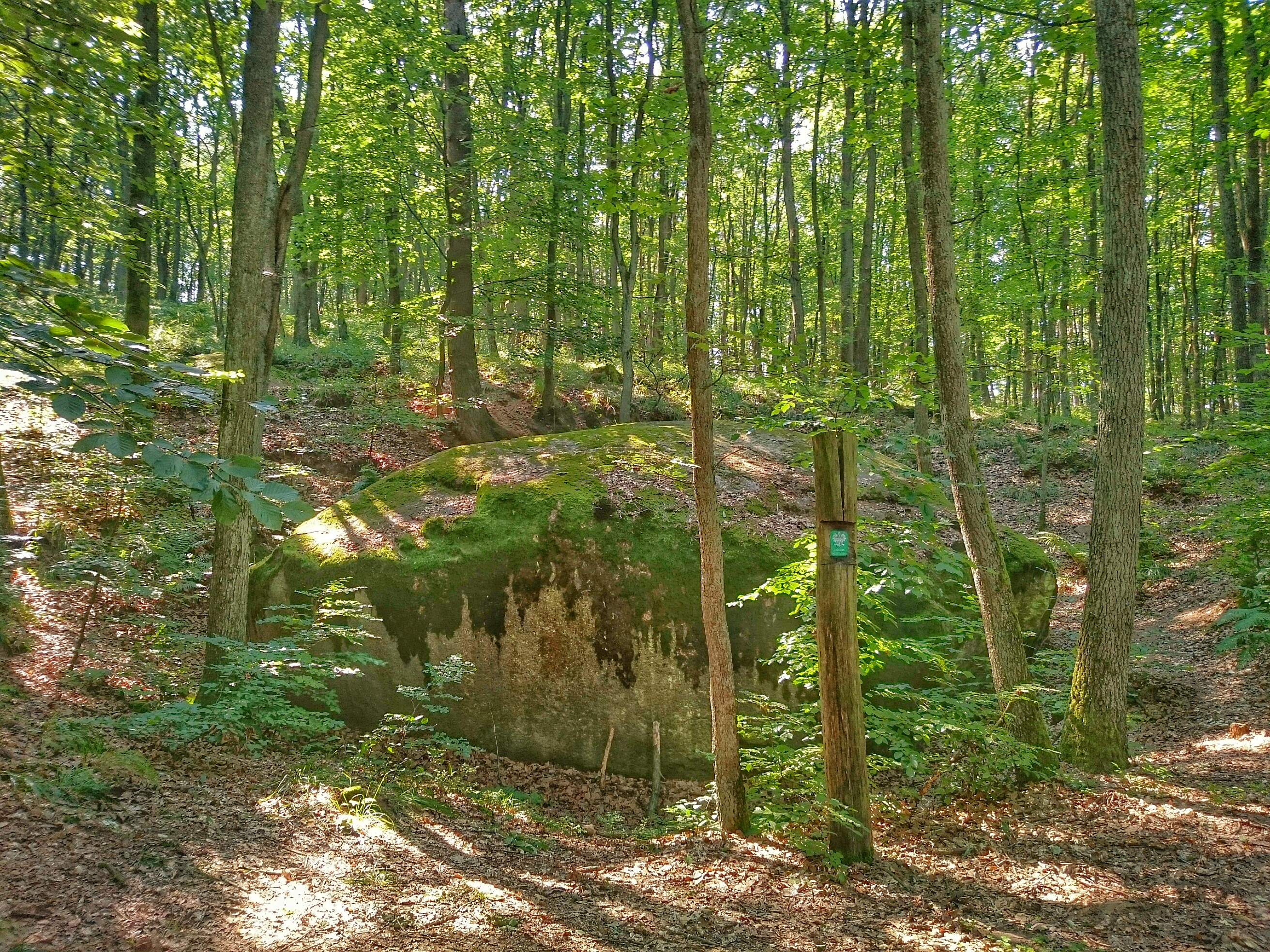
Głaz Szeroki Kamień w pobliżu rezerwatu

- Głazy Bliźniaki, pomnik przyrody, w pobliżu południowo-wschodniego skraju rezerwatu (poza jego granicami), dwa głazy narzutowe, większy Szeroki Kamień (obwód 25 m, wysokość 4,4 m) i mniejszy Mały Kamień (obwód 10,5 m, wysokość 1,2 m)[4]
- Przy Głazach Bliźniakach węzeł szlaków turystycznych:
  -  Szlak Nadodrzański (długość 144,1 km; Radziszewo→ Szczeciński Park Krajobrazowy „Puszcza Bukowa”→ Gryfino→ Chojna→ Stoki→ Głazy Bliźniaki→ Dąb Król→ Lubiechów Dolny→ Cedynia→ Góra Czcibora (pomnik)→ Osinów Dolny→ Siekierki→ Gozdowice→ Mieszkowice)
  -  Szlak Wzgórz Morenowych (długość 55,2 km; Lubiechów Dolny→ Bielinek→ Piasek→ Głazy Bliźniaki→ Mętno→ Moryń→ Mieszkowice)
  -  Szlak do Głazów Bliźniaków (długość 7,5 km; Krzymów→ leśniczówka Kuropatniki→ Głazy Bliźniaki)